# Coulomb
Coulomb je odvozená jednotka SI veličiny elektrický náboj ze značkou C. Pojmenována byla na počest francouzského fyzika Charlese-Augustina de Coulomba. U výrobků se však místo coulombu běžně používá nestandardizovaná jednotka Ah (ampérhodina).

## Definice
Je definován jako elektrický náboj přenesený proudem 1 ampéru během 1 sekundy (tzn. 1 coulomb = 1 ampérsekunda).
C = A ⋅ s

## Vlastnosti
- Velikost náboje jednoho elektronu (tzv. elementární náboj) je −1,602 176 6208 (98)×10−19 C[1].
- Dříve byl definován také mezinárodní coulomb jako náboj, kterým se elektrochemicky vyloučí z roztoku 0,001 118 00 g stříbra.
- Místo coulombu se ve spotřební elektronice používají ampérhodiny (a miliampérhodiny), které nejsou standardizovány v soustavě SI, kde platí: 3600 C = 1 Ah (ampérhodina), tj. 3,6 C = 1 mAh (miliampérhodina)

### V běžném životě
- Náboj ve statické elektřině vzniklý třením materiálů o sebe je obvykle několik mikrocoulombů.[2]
- Množství náboje, které projde bleskem, je obvykle kolem 15 C, i když u velkých blesků to může být až 350 C.[3]
- Množství náboje, který je uchován ve zcela nabité typické alkalické AA baterii, je přibližně 5 kC = 5000 C ≈ 1400 mAh.[4]
- Typická baterie chytrého telefonu pojme 10800 až 18000 C ≈ 3000 až 5000 mAh.
- Při nabíjení akumulátorů lze použít měření coulomb counting (doslova počítání elektronů), které však vyžaduje neustálou kalibraci na plně nabitý stav (s časem a opotřebením se snižuje), avšak při vybíjení se tento ukazatel rychleji snižuje (protože klesá napětí článku a tím se zvyšuje tekoucí proud).[5]